# سیدحسین خان
سیدحسین یک شورشی وابسته به جنبش سقاوی بود که پس از سقوط پادشاهی امان الله خان توسط شورشی‌ها در ژانویه ۱۹۲۹ به عنوان وزیر دفاع مقرر شد.  در مارس ۱۹۲۹  پردل خان جانشین وی گردید. وی در ۱ نوامبر ۱۹۲۹ به فرمان محمد نادر شاه به همراه دیگر شورشی‌ها در ملا عام اعدام شد.
سیدحسین که زاده چاریکار بود پیش از شکل گیری جنبش در کنار حبیب الله کلکانی به راهزنی و غارت مشغول بود، "رابرت دی مک‌چزنی" وی را نائب و همکار درجه یک حبیب‌الله میداند. وی سرانجام در یک نوامبر ۱۹۲۹ در کنار حبیب الله کلکانی و دیگر سقاوی‌ها به دار مجازات اویخته شد.